# Herbert-von-Karajan-Musikpreis
Der Herbert-von-Karajan-Musikpreis ist ein nach Herbert von Karajan benannter Musikpreis, der für die Jahre 2003 bis 2015 von der Kulturstiftung des Festspielhauses Baden-Baden jährlich an herausragende Musiker und Ensembles verliehen wurde. Das Preisgeld von 50.000 Euro war zweckgebunden für die musikalische Nachwuchsarbeit einzusetzen – im Sinne Herbert von Karajans, der sich zeitlebens für die Talentförderung engagiert hatte. Den Verwendungszweck konnte der Preisträger in Absprache mit der Jury bestimmen.

## Preisträger
Verleihung durch die Kulturstiftung Festspielhaus Baden-Baden
- 2003: Anne-Sophie Mutter
- 2004: Berliner Philharmoniker
- 2005: Jewgeni Kissin
- 2006: Waleri Gergiew
- 2007: John Neumeier
- 2008: Alfred Brendel
- 2009: Thomas Quasthoff
- 2010: Daniel Barenboim
- 2011: Helmuth Rilling
- 2012: Cecilia Bartoli
- 2013: Edita Gruberová
- 2014: Wiener Philharmoniker
- 2015: Thomas Hengelbrock

## Neuer Herbert-von-Karajan-Preis in Salzburg gestiftet
Der früher verliehene Musikpreis ist nicht zu verwechseln mit dem von Eliette von Karajan 2015 neu gestifteten und mit 50.000,- Euro dotierten Herbert-von-Karajan-Preis, der seit 2017 im Rahmen der Osterfestspiele Salzburg verliehen wird. Der Preis wird an Künstler verliehen, deren herausragende künstlerische Leistungen weltweite Anerkennung gefunden haben. Dabei sollen explizit auch Nachwuchskünstler ausgezeichnet werden. Seit 2023 wird der Preis an drei Künstler, jeweils mit 16.000 Euro dotiert, verliehen. Die bisherigen Preisträger waren
- 2017: Daniil Trifonov[4]
- 2018: Sol Gabetta[5]
- 2019: Mariss Jansons
- 2020: Janine Jansen[6]
- 2021: Hilary Hahn[7]
- 2022: Sächsische Staatskapelle Dresden[8]
- 2023: Alexander Köpeczi, Michael Loehr, Oscar Jockel[9]
- 2024: Lise Davidsen, Masabane Cecilia Rangwanasha, Eve-Maud Hubeaux[10]